# Myrianida phyllocera
Myrianida phyllocera är en ringmaskart som beskrevs av Augener 1918. Myrianida phyllocera ingår i släktet Myrianida och familjen Syllidae. Inga underarter finns listade i Catalogue of Life.